# Yanchihe (köpinghuvudort i Kina, Hubei Sheng, lat 32,33, long 111,05)
Yanchihe (kinesiska: 盐池河, 盐池河镇) är en köpinghuvudort i Kina. Den ligger i provinsen Hubei, i den centrala delen av landet, omkring 360 kilometer nordväst om provinshuvudstaden Wuhan. Antalet invånare är 6 552. Befolkningen består av 3 093 kvinnor och 3 459 män. Barn under 15 år utgör 14,0 %, vuxna 15-64 år 71 %, och äldre över 65 år 14,0 %.
Runt Yanchihe är det ganska tätbefolkat, med 96 invånare per kvadratkilometer. Närmaste större samhälle är Guanshan, 18,4 km väster om Yanchihe. I omgivningarna runt Yanchihe växer i huvudsak blandskog.
Genomsnittlig årsnederbörd är 980 millimeter. Den regnigaste månaden är augusti, med i genomsnitt 203 mm nederbörd, och den torraste är januari, med 9 mm nederbörd.